# Damon von Athen
Damon von Athen (altgriechisch Δάμων) war ein griechischer Musikwissenschaftler und Gelehrter des fünften Jahrhunderts vor Christus. Bedeutung und Einfluss erlangte er besonders dadurch, dass er zu den Erziehern und späteren Beratern des Staatsmanns Perikles zählte. Weiterhin fungierte er als einer der Vordenker für Platons Idee vom Idealen Staat.

## Leben
Von Damon sind nur wenige Fakten überliefert. Sein Vater Damonides stammte aus dem Demos Oa in der Region Attika. Als einer seiner Lehrer ist der Musiker und Schüler des Pythagoras, Agathokles, überliefert. Nach politischen sowie kulturellen Unruhen wurde er aus seinem Wirkungsort Athen für mindestens zehn Jahre verbannt.

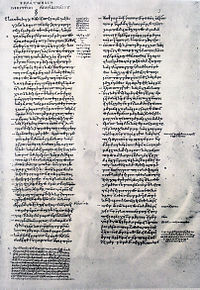
Platons Text „Politeia“ wurde von Damons Überlegungen zur Musik stark geprägt

## Musiktheorie
In der Antike wurde Musik als eine Einheit von Klang, Bewegung und Sprache gesehen. Sie war fester Bestandteil in Kultur und Alltag – besonders für die Bürger der Polis – und begleitete die Menschen. Selbst Sklaven waren mit Musik, etwa in Form von Arbeitsgesängen, im Alltag verbunden. Ob religiöse Rituale, politische Entscheidungen, Heilverfahren oder Götterverehrung – Handlungen mit einer gewissen Tragweite hatten immer einen musikalischen Rahmen. Musik hatte daher in gewisser Weise eine ethische sowie politische Funktion inne. Eine musische Bildung war aus diesem Grund für griechische Bürger mehr als nur eine Tugend.
Damons Überlegung war nun die, dass Musik und die moralisch-ethische Verfassung einer Gesellschaft oder eines Stadtstaates in eine Wechselwirkung treten. Für ihn führte jede Veränderung der musikalischen Form auch zu einer Veränderung der sozialen und politischen Strukturen. In dieser Logik zementiert Musik die ethischen Einstellungen einer Gruppe, und die Ethik wiederum verfestigt die Musik. Eine weitere Erkenntnis Damons war die Beziehung zwischen Klang und Emotion. Dies führte ihm zu dem Schluss, dass Musik nicht nur das menschliche Empfinden beeinflusst, sondern auch die Gefühle Einfluss darauf nehmen, welche Musik der Künstler macht.

## Lehrer
Nach Plutarch war Damon einer der Lehrer des Perikles und beeinflusste ihn maßgeblich als Mentor und Lehrer in dessen Moralvorstellungen. Perikles verinnerlichte Damons Ethik und Vorstellungen über die Bedeutung des Musischen. Um 470 v. Chr. kam es zu politischen Verstrickungen, die im Zerwürfnis beider endeten. Perikles unternahm nichts, um seinen alten Lehrer vor dem Scherbengericht zu bewahren. Damon wurde daraufhin in die Verbannung geschickt.

## Wirkung
Damon von Athen beeinflusste mit seinen Überlegung stark das Wirken Platons und dessen Überlegung in seinem Werk Politeia (Der Staat). Zunächst betont Sokrates in der Politeia die Notwendigkeit einer musikalischen Erziehung und deren Grundlage für eine gesunde seelische Entwicklung. Gerade für die Ausbildung von Herrschern spiele die musische Bildung – natürlich neben anderen Inhalten – eine wichtige Rolle. Musik, verstanden in der Einheit aus Bewegung, Klang und Sprache, übt für Platon auch nach dem Jugendalter Einfluss auf den Staat aus, in dem sie in Wechselwirkung mit Normen und Gesetzen des Staates tritt.
Kenntnis über Rhythmen und Melodien sind für Platon wichtig, damit Lieder für freie Bürger nicht nur Unterhaltung oder Zeitvertrieb sind. Reine Instrumentalmusik lehnt er daher genau wie vieltönige Instrumente ab. Für Bürger kommen nur die verschiedenen Formen der Leier, (Lyra, Kithara und Phorminx) in Frage. Niedere Gruppen, etwa Hirten, dürfen sich der Syrinx zum Zeitvertreib bedienen. Da für Platon Musik zur Mimesis (Nachahmung) gehört, muss ein Augenmerk darauf gehalten werden, dass nichts Schlechtes oder Verwerfliches nachgeahmt wird, denn dies würde ja in seiner Logik zum Verfall der Moral und Sitte beitragen. Aus dem Systema Téleion – dem Tonsystem des antiken Griechenlands – kommen nur die dorische Oktave e′–e als Inbegriff der Tapferkeit und kriegerischen Männlichkeit sowie die phrygische Oktave d′–d als Ausdruck friedlichen Lebens in Betracht. Alle anderen Tonräume stehen für „negative“ Inhalte wie Trauer, Weichlichkeit, Trägheit oder Trunkenheit.
In der Antike griff Aristeides Quintilianus ebenfalls auf Damons Werk zurück, als er seine enzyklopädieartige Darstellung und Musiktheorie der Antike in der Wende vom 1. zum 2. Jahrhundert verfasste. Dabei führte auch er den moralisch-ethischen Aspekt sowie die Beziehung von Emotion und Musik aus Damons Theorie weiter aus.

## Archäologische Quellen
Vier in Athen gefundene Ostraka – die für das Scherbengericht verwendeten Tonscherben – mit Damons Namen werden in die 40er oder 30er Jahre des 5. Jahrhunderts v. Chr. datiert. Sie gelten als Beleg für die Abstimmung über seine Verbannung. Diese Funde sind jedoch kein Beweis für seine tatsächliche Verbannung, sondern belegen nur, dass um diese Zeit einige Stimmen für seine Verbannung zusammenkamen. Andere Funde von Ostraka belegen, dass sie auch Zeugnis eines gescheiterten Verbannungsversuchs sein können.